# Chrysobothris bimarginicollis
Chrysobothris bimarginicollis es una especie de escarabajo del género Chrysobothris, familia Buprestidae. Fue descrita científicamente por Schaeffer en 1905.
Se encuentra en América del Norte.